# IJshockey op de Olympische Winterspelen 1960
IJshockey is een van de sporten die beoefend werden tijdens de Olympische Winterspelen 1960 in Squaw Valley, Verenigde Staten. Dit ijshockeytoernooi was tevens het 27e wereldkampioenschap ijshockey. Er namen negen teams deel.
De Verenigde Staten wonnen de olympische titel, ze waren het vierde land dat het olympisch ijshockey toernooi won. Canada (6x), Groot-Brittannië en de Sovjet-Unie (beide 1x) gingen hen voor.

## Mannen

### Voorronde

#### Groep A
| datum       |  | land   | score  | land   |
| ----------- |  | ------ | ------ | ------ |
| 19 februari |  | Canada | 5 - 2  | Zweden |
| 20 februari |  | Canada | 19 - 1 | Japan  |
| 21 februari |  | Zweden | 19 - 0 | Japan  |

|   | land   | Gs | W | G | V | F  | A  | Ptn |
| - | ------ | -- | - | - | - | -- | -- | --- |
| 1 | Canada | 2  | 2 | 0 | 0 | 24 | 3  | 4   |
| 2 | Zweden | 2  | 1 | 0 | 1 | 21 | 5  | 2   |
| 3 | Japan  | 2  | 0 | 0 | 2 | 1  | 38 | 0   |

#### Groep B
| datum       |  | land               | score | land               |
| ----------- |  | ------------------ | ----- | ------------------ |
| 19 februari |  | Sovjet-Unie        | 8 - 0 | Duits eenheidsteam |
| 20 februari |  | Sovjet-Unie        | 8 - 4 | Finland            |
| 21 februari |  | Duits eenheidsteam | 4 - 1 | Finland            |

|   | land               | Gs | W | G | V | F  | A  | Ptn |
| - | ------------------ | -- | - | - | - | -- | -- | --- |
| 1 | Sovjet-Unie        | 2  | 2 | 0 | 0 | 16 | 4  | 4   |
| 2 | Duits eenheidsteam | 2  | 1 | 0 | 1 | 4  | 9  | 2   |
| 3 | Finland            | 2  | 0 | 0 | 2 | 5  | 12 | 0   |

#### Groep C
| datum       |  | land              | score  | land              |
| ----------- |  | ----------------- | ------ | ----------------- |
| 19 februari |  | Verenigde Staten  | 7 - 5  | Tsjecho-Slowakije |
| 20 februari |  | Tsjecho-Slowakije | 18 - 1 | Australië         |
| 21 februari |  | Verenigde Staten  | 12 - 1 | Australië         |

|   | land              | Gs | W | G | V | F  | A  | Ptn |
| - | ----------------- | -- | - | - | - | -- | -- | --- |
| 1 | Verenigde Staten  | 2  | 2 | 0 | 0 | 19 | 6  | 4   |
| 2 | Tsjecho-Slowakije | 2  | 1 | 0 | 1 | 23 | 8  | 2   |
| 3 | Australië         | 2  | 0 | 0 | 2 | 2  | 30 | 0   |

### Plaatsingsronde 7e t/m 9e plaats
| datum       |  | land    | score  | land      |
| ----------- |  | ------- | ------ | --------- |
| 22 februari |  | Finland | 14 - 1 | Australië |
| 23 februari |  | Finland | 6 - 6  | Japan     |
| 24 februari |  | Japan   | 13 - 2 | Australië |
| 25 februari |  | Finland | 19 - 2 | Australië |
| 26 februari |  | Finland | 11 - 2 | Japan     |
| 27 februari |  | Japan   | 11 - 3 | Australië |

|   | land      | Gs | W | G | V | F  | A  | Ptn |
| - | --------- | -- | - | - | - | -- | -- | --- |
| 7 | Finland   | 4  | 3 | 1 | 0 | 50 | 11 | 7   |
| 8 | Japan     | 4  | 2 | 1 | 1 | 32 | 22 | 5   |
| 9 | Australië | 4  | 0 | 0 | 4 | 8  | 57 | 0   |

### Finaleronde
| datum       |  | land              | score  | land               |
| ----------- |  | ----------------- | ------ | ------------------ |
| 22 februari |  | Verenigde Staten  | 6 - 3  | Zweden             |
| 22 februari |  | Sovjet-Unie       | 8 - 0  | Tsjecho-Slowakije  |
| 22 februari |  | Canada            | 12 - 0 | Duits eenheidsteam |
| 24 februari |  | Verenigde Staten  | 9 - 1  | Duits eenheidsteam |
| 24 februari |  | Sovjet-Unie       | 2 - 2  | Zweden             |
| 24 februari |  | Canada            | 4 - 0  | Tsjecho-Slowakije  |
| 25 februari |  | Sovjet-Unie       | 7 - 1  | Duits eenheidsteam |
| 25 februari |  | Verenigde Staten  | 2 - 1  | Canada             |
| 25 februari |  | Tsjecho-Slowakije | 3 - 1  | Zweden             |
| 27 februari |  | Tsjecho-Slowakije | 9 - 1  | Duits eenheidsteam |
| 27 februari |  | Verenigde Staten  | 3 - 2  | Sovjet-Unie        |
| 27 februari |  | Canada            | 6 - 5  | Zweden             |
| 28 februari |  | Zweden            | 8 - 2  | Duits eenheidsteam |
| 28 februari |  | Verenigde Staten  | 9 - 4  | Tsjecho-Slowakije  |
| 28 februari |  | Canada            | 8 - 5  | Sovjet-Unie        |

|   | land               | Gs | W | G | V | F  | A  | Ptn |
| - | ------------------ | -- | - | - | - | -- | -- | --- |
| 1 | Verenigde Staten   | 5  | 5 | 0 | 0 | 29 | 11 | 10  |
| 2 | Canada             | 5  | 4 | 0 | 1 | 31 | 12 | 8   |
| 3 | Sovjet-Unie        | 5  | 2 | 1 | 2 | 24 | 19 | 5   |
| 4 | Tsjecho-Slowakije  | 5  | 2 | 0 | 3 | 21 | 23 | 4   |
| 5 | Zweden             | 5  | 1 | 1 | 3 | 19 | 19 | 3   |
| 6 | Duits eenheidsteam | 5  | 0 | 0 | 5 | 5  | 45 | 0   |

### Eindrangschikking
| Goud | Zilver | Brons |
| Verenigde Staten Jack McCartan John Mayasich Jack Kirrane Paul Johnson Weldon Olson Eugene Grazia Richard Rodenheiser Edwyn Owen Rodney Paavola Richard Meredith Bill Christian Tom Williams Roger Christian Robert McVey Larry Palmer Bill Cleary Bob Cleary                | Canada Harold Hurley Harry Sinden Jack Douglas Robert Attersley Fred Etcher George Samolenko Don Head Darryl Sly Ken Laufman Floyd Martin James Connelly Robert Forhan Donald Rope Maurice Benoit Robert Rousseau Cliff Pennington Robert McKnight                        | Sovjet-Unie Joeri Tsitsinov Vladimir Grebennikov Michail Bytsjkov Viktor Prjazjnikov Nikolaj Karpov Nikolaj Poetsjkov Jevgeni Grosjev Viktor Jakoesjev Stanislav Petoechov Jevgeni Jorkin Nikolaj Sologoebov Joeri Baoelin Aleksandr Almetov Konstantin Loktev Veniamin Aleksandrov Genrich Sidorenkov Alfred Koetsjevski |
| 4 | 5 | 6 |
| Tsjecho-Slowakije Vlastimil Bubník Josef Černý Bronislav Danda Vladimír Dvořáček Jozef Golonka Karel Gut Jaroslav Jiřík Jan Kasper František Mašlán Vladimír Nadrchal Václav Pantůček Rudolf Potsch Jáno Starší František Tikal František Vaněk Miroslav Vlach Jaroslav Volf | Zweden Bengt Lindqvist Kjell Svensson Gert Blomé Bert-Ola Nordlander Roland Stoltz Hans Svedberg Anders Andersson Sigurd Bröms Einar Granath Lars-Eric Lundvall Nils Nilsson Ronald Pettersson Ulf Sterner Sven Tumba Johansson Sune Wretling Carl-Göran Öberg Lars Björn | Duits eenheidsteam Paul Ambros Georg Eberl Markus Egen Ernst Eggerbauer Michael Hobelsberger Hans Huber Ulli Jansen Hans Rampf Josef Reif Otto Schneitberger Siegfried Schubert Horst Franz Schuldes Kurt Sepp Ernst Trautwein Xaver Unsinn Leonhard Waitl                                                                |
| 7 | 8 | 9 |
| Finland Yrjö Hakala Raimo Kilpiö Erkki Koiso Juhani Lahtinen Matti Lampainen Esko Luostarinen Esko Niemi Pertti Nieminen Kalevi Numminen Heino Pulli Kalevi Rassa Teppo Rastio Jorma Salmi Jouni Seistamo Voitto Soini Seppo Vainio Juhani Wahlsten                          | Japan Shikashi Akazawa Shinichi Honma Toshiei Honma Hidenori Inatsu Atsuo Irie Yuji Iwaoka Takashi Kakihara Yoshihiro Miyazaki Masao Murano Isao Ono Akiyoshi Segawa Shigeru Shimada Kunito Takagi Mamoru Takashima Masami Tanabu Shoichi Tomita Toshihiko Yamada         | Australië Robert Reid Noel McLoughlin Basil Hansen Ken Wellman John Nicholas Vic Ekberg Russell Jones Ivo Veseley John Thomas Clive Hitch Noel Derrick David Cunningham Peter Parrott Ben Acton Ken Pawley Ron Amess |

Antwerpen 1920 · 
Chamonix 1924 · 
St. Moritz 1928 · 
Lake Placid 1932 · 
Garmisch-Partenkirchen 1936 · 
St. Moritz 1948 · 
Oslo 1952 · 
Cortina d'Ampezzo 1956 · 
Squaw Valley 1960 · 
Innsbruck 1964 · 
Grenoble 1968 · 
Sapporo 1972 · 
Innsbruck 1976 · 
Lake Placid 1980 · 
Sarajevo 1984 · 
Calgary 1988 · 
Albertville 1992 · 
Lillehammer 1994 · 
Nagano 1998 · 
Salt Lake City 2002 · 
Turijn 2006 · 
Vancouver 2010 · 
Sotsji 2014 · 
Pyeongchang 2018 · 
Peking 2022

Lijst van olympische medaillewinnaars
Alpineskiën · Biatlon · Kunstrijden · Langlaufen · Noordse combinatie · Schaatsen · Schansspringen · IJshockey